# Streckenflug
Als Streckenflug (engl. Cross Country oder kurz XC) wird das motorlose Fliegen mit einem Segelflugzeug, einem Hängegleiter oder einem Gleitschirm verstanden, bei dem versucht wird eine möglichst große Flugstrecke zurückzulegen oder eine vorgegebene Strecke in möglichst kurzer Zeit zu bewältigen. Thermikflüge innerhalb des eigenen Gleitwinkelbereiches zählen nicht zu den Streckenflügen. Zur Flugdokumentation wurden Fotos von markanten Punkten der Flugstrecke und Wendepunkten sowie ein Barogramm zur Höhenaufzeichnung erstellt. Inzwischen werden hierzu GNSS-Logger eingesetzt.

## Technik
Da dieser Sport ausschließlich mit Fluggeräten ausgeübt wird, die über keine eigene Antriebsvorrichtungen verfügen, wird versucht, unter Ausnutzung von Thermik oder anderen Aufwinden Höhe zu gewinnen, die dann für den Weiterflug zum nächsten Aufwind genutzt wird.

## Segelflug
Neben Höhen- und Geschwindigkeitsrekorden werden im Segelflug im internationalen Wettkampf in der FAI-Klasse D „Gliders & Motorgliders“ weite Strecken überwunden. Distanzen von bis zu 1000 km sind keine Seltenheit mehr. Diese werden zunehmend mit Hilfe von Leewellen, großräumigen Luftschwingungen im Lee von Gebirgszügen, erflogen. Beim klassischen Thermikfliegen würde das Zeitfenster zwischen Thermikbeginn und -ende nicht mehr ausreichen.

## Gleitschirm/Hängegleiter

### Wettkampf
Eine Sonderform des Streckenfliegens ist der Wettkampf  im direkten Vergleich mit anderen Piloten. Es geht dabei darum in möglichst kurzer Zeit eine durch Wendepunkte Festgelegte Strecke zurückzulegen. Diese Wettkämpfe werden in verschiedenen nationalen und internationalen Klassen ausgetragen; z. B. FAI Gleitschirm-Streckenflug Weltmeisterschaft, Paragliding World Cup (PWC).
Eine verwandte Disziplin ist das Biwakfliegen, wobei der Fokus nicht ausschließlich beim Streckenfliegen liegt. Das bekannteste Event in dieser Art ist das Red Bull X-Alps, bei welchem die Piloten nur zu Fuß oder im Gleitschirmflug ein Rennen quer durch bzw. über die Alpen veranstalten.

### Streckenflug-Wettbewerbe
Streckenflugwettbewerbe werden in der Regel dezentral ausgetragen. D. h. jeder Pilot legt seinen Startort und Zeitpunkt selbst fest. Er versucht dann möglichst weit zu fliegen. Die Dokumentation erfolgt mittels GNSS. Der vom GNSS-Logger aufgezeichnete Track wird dann zur Auswertung auf einen Server geladen. Mit Hilfe einer Auswertungs-Formel wird der Flug ausgewertet und entsprechend den Regeln mit einem Punktestand bewertet.

### Streckenfliegen als Freizeitsport
Neben dem Streckenfliegen im Wettbewerb werden auch viele kleinere und größere Strecken von weniger Wettbewerbs-orientierten Piloten durchgeführt.
Aufgrund der einfachen Dokumentation findet man auch viele dieser Flüge auf den üblichen Online Servern.

## Rekorde
- Gleitschirm:

siehe Gleitschirmflug-Rekorde
- Hängegleiter:
  - Der aktuelle Weltrekord liegt bei 764 km und wurde am 3. Juli 2012 in Zapata, Texas vom US-Amerikaner Dustin Martin erflogen.[1]

- Segelflug:
  - Der aktuelle Weltrekord liegt bei 3009 km und wurde am 21. Januar 2003 in Argentinien von Klaus Ohlmann erflogen.[2]